# سليم (عين الدفالي)
سليم هي إحدى مشيخات المملكة المغربية، تتبع جغرافيا لإقليم سيدي قاسم وإداريًا لعين الدفالي. يقدر عدد سكانها بـ 2855 نسمة حسب الإحصاء الرسمي للسكان والسكنى لسنة 2004.